# Bajt al-Fakih
Bajt al-Fakih (arab. بيت الفـــقية) – miasto w zachodnim Jemenie; w muhafazie Al-Hudajda. Według danych szacunkowych na rok 2010 liczy 45 999 mieszkańców.